# Gonzalo Robles Orozco
Gonzalo Jesús Robles Orozco, né le 11 avril 1959, est un homme politique espagnol membre du Parti populaire (PP).

## Biographie

### Vie privée
Il est marié et père de deux filles.

### Activités politiques
Il est élu député au Congrès des députés de 1989 à 2015 lors de chaque élection générale. Il renonce cependant à son mandat à diverses reprises pour occuper des responsabilités administratives nationales ou de délégué du gouvernement. Il est ainsi délégué du gouvernement pour le plan national des drogues de 1996 à 2003, avec une courte interruption en 2000, puis délégué du gouvernement aux Étrangers et à l'Immigration de 2003 à 2004. Après l'alternance politique de 2011, il est appelé par le ministre des Affaires étrangères José Manuel García-Margallo au poste de secrétaire général de la Coopération internationale pour le développement, qu'il quitte en novembre 2015.
Le 20 décembre 2015, il est élu sénateur de Salamanque au Sénat et réélu en 2016 et 2019.